# حفش روسي
حفش روسي (الاسم العلمي Acipenser gueldenstaedtii)، نوع من فصيلة الحفش، أعطانه تشمل بحر أزوف وبحر قزوين والبحر الأسود ونهر الدانوب وهو أصغر جثة من الحفش المتوسط طوله يراوح من 4 إلى 5 أمتار. سروه يعرف بالخبياري (الكافيار) الأسود وهو أفخر أصناف الخبياري.